# Jeanne de Forez
Jeanne de Forez (née le 10 mai 1337, morte le 17 février 1369), est la fille de Guigues VII, comte de Forez, et de Jeanne de Bourbon, fille de Louis Ier de Bourbon de la Maison de Bourbon.
Elle se marie en juin 1357 à Béraud II, comte de Clermont et dauphin d'Auvergne. Jeanne apporte à son mari le comté de Forez.
À la mort de son frère Jean II de Forez en 1372, sa fille Anne récupérera à son profit l'héritage du comté, Jeanne étant elle-même décédée en 1369.

## Famille
Jeanne et Béraud II eurent une fille :

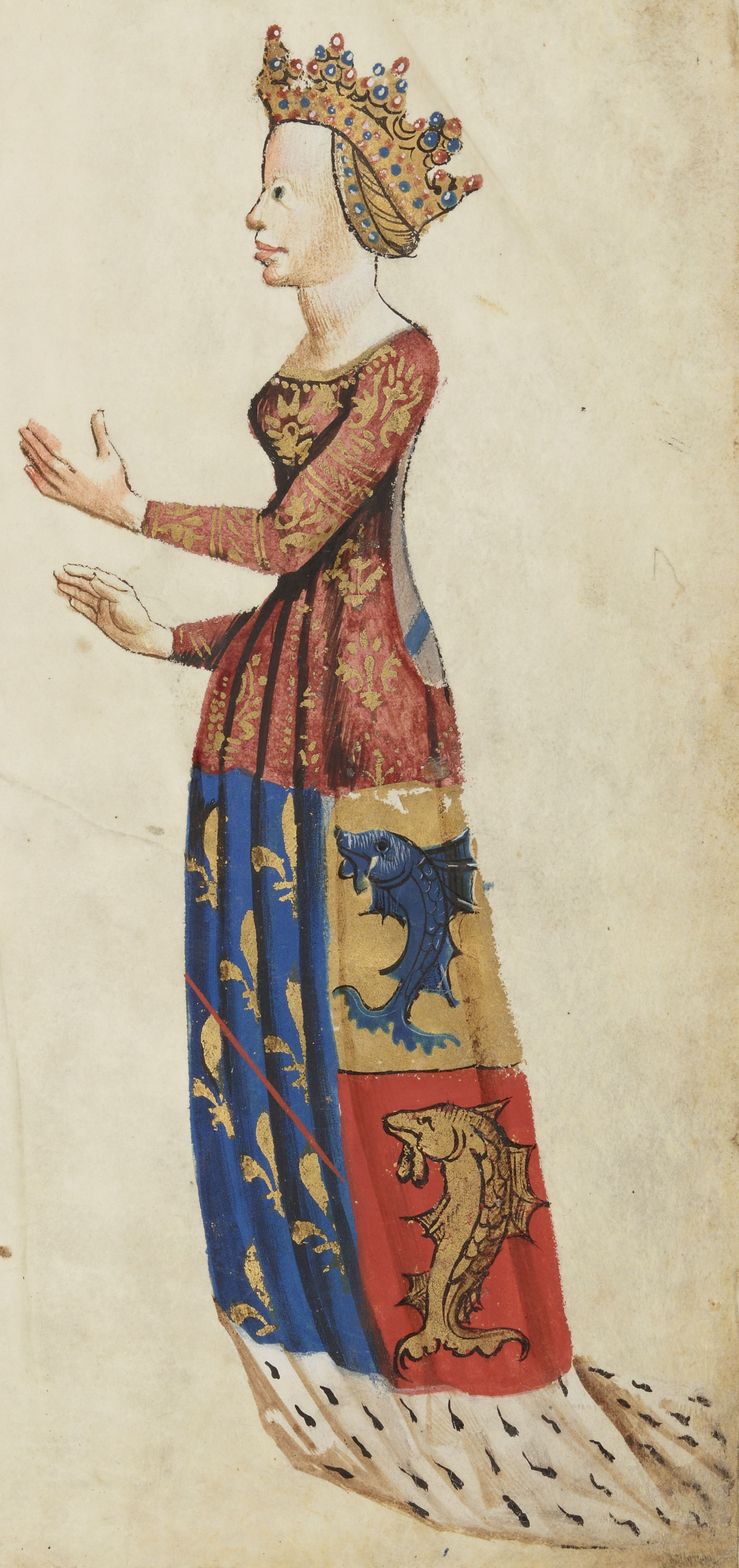
Anne d'Auvergne, fille de Jeanne de Forez et Béraud II, épouse de Louis II de Bourbon.

- Anne de Forez (1358 - 1417 à Moulins), dauphine d'Auvergne, comtesse de Clermont et de Forez, épouse de Louis II de Bourbon (1337 - 1410), duc de Bourbon, donnera naissance à Jean Ier de Bourbon (1381 - 1434), duc d'Auvergne.